# Города Южного федерального округа
По итогам Всероссийской переписи населения 2020—2021 года в Южном федеральном округе 79 городов, из них:
- 3 города-миллионера,
- 2 крупнейших (население от 500 тыс. до 1 млн жителей),
- 3 крупных (население от 250 тыс. до 500 тыс. жителей),
- 10 больших (население от 100 тыс. до 250 тыс. жителей),
- 17 средних (население от 50 тыс. до 100 тыс. жителей),
- 45 малых (население менее 50 тыс. жителей).

Ниже приведён список всех городов с указанием численности населения.

## Адыгея
Большие города
- Майкоп 137 899

Малые города
- Адыгейск 13 247

## Астраханская область
Крупнейшие города
- Астрахань 520 662

Малые города
- Ахтубинск 41 898
- Знаменск 29 357
- Камызяк 16 291
- Нариманов 11 386
- Харабали 18 209

## Волгоградская область
Города-миллионеры
- Волгоград 1 012 219

Крупные города
- Волжский 313 034

Большие города
- Камышин 104 220

Средние города
- Михайловка 54 772

Малые города
- Дубовка 14 779
- Жирновск 15 555
- Калач-на-Дону 24 277
- Котельниково 22 016
- Котово 19 955
- Краснослободск 16 419
- Ленинск 13 391
- Николаевск 13 460
- Новоаннинский 15 351
- Палласовка 14 966
- Петров Вал 12 526
- Серафимович 8488
- Суровикино 18 227
- Урюпинск 36 669
- Фролово 35 661

## Республика Калмыкия
Большие города
- Элиста 104 082

Малые города
- Городовиковск 8161
- Лагань 13 756

## Краснодарский край
Города-миллионеры
- Краснодар 1 154 885

Крупные города
- Сочи 445 149

Большие города
- Армавир 185 356
- Новороссийск 261 973

Средние города
- Анапа 84 804
- Белореченск 54 190
- Геленджик 80 534
- Ейск 81 099
- Кропоткин 73 854
- Крымск 54 756
- Лабинск 55 434
- Славянск-на-Кубани 60 780
- Тимашёвск 51 101
- Тихорецк 54 009
- Туапсе 60 089

Малые города
- Абинск 38 440
- Апшеронск 39 047
- Горячий Ключ 42 634
- Гулькевичи 32 911
- Кореновск 40 944
- Курганинск 46 089
- Новокубанск 33 048
- Приморско-Ахтарск 30 084
- Темрюк 40 415
- Усть-Лабинск 38 572
- Хадыженск 21 700

## Республика Крым
Крупные города
- Симферополь 341 155

Большие города
- Керчь 149 566
- Евпатория 106 158

Малые города
- Ялта
- Феодосия
- Джанкой
- Алушта
- Бахчисарай
- Красноперекопск
- Саки
- Армянск
- Судак
- Белогорск
- Щёлкино
- Старый Крым
- Алупка

## Ростовская область
Города-миллионеры
- Ростов-на-Дону 1 103 700

Крупные города
- Таганрог 257 692

Большие города
- Батайск 115 600
- Волгодонск 170 621
- Новочеркасск 173 000
- Новошахтинск 111 087
- Шахты 238 000

Средние города
- Азов 82 882
- Гуково 67 268
- Донецк 50 085
- Каменск-Шахтинский 95 306
- Сальск 61 312

Малые города
- Аксай 43 000
- Белая Калитва 50 688
- Зверево 22 416
- Зерноград 26 850
- Константиновск 17 926
- Красный Сулин 40 866
- Миллерово 36 493
- Морозовск 27 644
- Пролетарск 20 267
- Семикаракорск 23 884
- Цимлянск 15 029

## Севастополь
Крупные города
- Севастополь 428 753

Города в составе Севастополя не учитываются статистикой
- Инкерман 10 196